# Тијана Дапчевић
Тијана Дапчевић (мкд. Тијана Дапчевиќ; Скопље, 3. фебруар 1976) македонска и српска је певачица.

## Биографија
Рођена је у породици македонског оца Велка Тодевског и Српске мајке Биљане. Има млађу сестру Тамару која је такође певачица. Дипломирала је на факултету музичких уметности у Скопљу, 1999. године. Удата је за Милана Дапчевића.
Од стране македонске телевизије 28. августа 2013. године, одабрана је за представника Македоније, на 59. такмичењу за Песму Евровизије, које се одржао у Данској, маја 2014. године.

## Фестивали
- 1995. — Макфест, Штип — Остави ме
- 1996. — Макфест, Штип — За тебе живеам
- 2001. — Сунчане скале, Херцег Нови — Степски вук
- 2002. — Скопље, македонски Евросонг — Изгрев
- 2002. — Победник фестивала у Херцег Новом, с песмом Негатив
- 2004. — 3. место на фестивалу „Будва”, с песмом Не дај
- 2005. — Победник фестивала у Будви, с песмом Све је исто само њега нема
- 2006. — Беовизија — Грех
- 2006. — Победник радијског фестивала, с песмом Јулијана
- 2007. — 2. место на фестивалу „Врњачка Бања”, с песмом Пламен старе љубави
- 2008. — Пјесма Медитерана, Будва — Погрешан човек
- 2014. — Победник фестивала Пролеће у Београду (са групом Вокал 5), и песмом Кишобран
- 2014. — Евросонг — To the sky
- 2019. — Дечје београдско пролеће — Гуске и пљуске
- 2019. — Евергрин фестивал — Главо луда
- 2022. — Песма за Евровизију — Љуби, љуби довека
- 2023. — Песма за Евровизију — Мамим
- 2023. — Дечје београдско пролеће — Да бринемо о води
- 2024. — Дечје београдско пролеће — Петак

## Дискографија

### Студијски албуми
- Као да... (2001)
- Негатив (2002)
- Земља мојих снова (2004)
- Жута минута (2007)
- Музика (2010)

### Спотови
| Спот                        | Година | Режисер                     |
| --------------------------- | ------ | --------------------------- |
| Модерен ритам               | 2001   | Дејан Милићевић             |
| Рођен да будеш мој          | 2001   | Komarac                     |
| Марионете                   | 2002   | Дејан Милићевић             |
| Негатив                     | 2002   | Komarac                     |
| Алелуја                     | 2002   | Visual Infinity             |
| Хладно је                   | 2002   | Komarac                     |
| Земља мојих снова           | 2004   | Visual Infinity             |
| Она то зна                  | 2004   | Visual Infinity             |
| Све је исто, само њега нема | 2005   | Дејан Милићевић             |
| Хајде води ме               | 2007   | Дејан Милићевић             |
| Нећу                        | 2007   | Visual Infinity             |
| Сто разлога                 | 2007   |                             |
| Кажи ми да знам             | 2010   | Дејан Милићевић             |
| Глупо мушко моје            | 2010   | Дејан Милићевић             |
| GOOOL                       | 2011   | Дејан Милићевић             |
| Виле, виљенаци              | 2012   |                             |
| Опет Београд                | 2012   | Дејан Милићевић             |
| Сузе од пепела              | 2013   | Ана Стојановић              |
| To The Sky                  | 2014   | Gorilla Films               |
| Паранемија                  | 2015   | Дејан Милићевић             |
| Жене                        | 2016   | Gorilla Films               |
| На плес                     | 2016   | Real dreams producciones    |
| Ресет                       | 2017   | VIZ Produkcija              |
| Километри                   | 2018   | Storyteller production      |
| Никад нисам                 | 2019   | Cinnamon Production         |
| Шта то беше љубав           | 2020   | Матија Новаковић            |
| Слепа љубав                 | 2021   | Матија Новаковић,Лука Пређа |
| Љуби, љуби довека           | 2022   | Душан Петровић              |

## Филмографија
Улоге у сихронизацијама
| Година | Назив                               | Улога         | Студио         |
| ------ | ----------------------------------- | ------------- | -------------- |
| 2003.  | Сунђер Боб Коцкалоне                | Пинк          | Б92            |
| 2014.  | Рио 2                               | Ева           | Моби           |
| 2017.  | Коко                                | Фрида Кало    | Ливада Београд |
| 2018.  | Тајне авантуре мачака               | Мек           | Ливада Београд |
| 2018.  | Хотел Трансилванија 3: Одмор почиње | Ружна вештица | Ливада Београд |
| 2018.  | Зец Петар                           |               | Ливада Београд |
| 2022.  | Поцрвенела панда                    | Лили          | Ливада Београд |
| 2022.  | Мала сирена                         | Урсула        | Ливада Београд |
| 2024.  | Било једном у студију               | Урсула        | Ливада Београд |

Улоге у телевизије
| Година    | Назив                    | Улога          |
| --------- | ------------------------ | -------------- |
| 2015      | Ко је код Које ТВ серија | Тијана         |
| 2016-2024 | Преспав ТВ серија        | Ула Бузалевска |

## Признања и награде
| Година | Награда                 | Категорија                  | Рад               | Исход               | Реф.        |
| ------ | ----------------------- | --------------------------- | ----------------- | ------------------- | ----------- |
| 2006.  | Беовизија               |                             | Грех              | 4. место            | [ 1 ]       |
| 2006.  | Европесма-Еуропјесма    | 8. место                    | Грех              | [ 2 ]               |             |
| 2014.  | Песма Евровизије        |                             | To the Sky        | Испала у полуфиналу | [ 3 ]       |
| 2022.  | Песма за Евровизију ’22 |                             | Љуби, љуби довека | 11. место           | [ 4 ]       |
| 2023.  |                         | Поп нумера женског извођача | Љуби, љуби довека | Номинација          | [ 5 ]       |
| 2023.  | Песма за Евровизију ’23 |                             | Мамим             | Испала у полуфиналу | [ 6 ] [ 7 ] |